# HMS Olympus (N35)
Pour les autres navires du même nom, voir HMS Olympus.
Le HMS Olympus (Pennant number : N35) est un sous-marin de classe Odin, une classe conçue à l’origine pour la Royal Australian Navy afin de faire face aux patrouilles sur de longues distances dans les eaux de l’océan Pacifique. Le HMS Olympus a été construit selon le même modèle pour la Royal Navy. Il a servi de 1931 à 1939 à la station de Chine, et en 1939-1940 à partir de Colombo à Ceylan. En 1940, il se rend en mer Méditerranée. Il est coulé par une mine au large de Malte en mai 1942. Son dernier commandant était le capitaine de corvette Herbert George Dymott. Il fait partie des 89 membres d’équipage tués dans le naufrage.

## Conception
Lors de la conférence de désarmement de Washington, en 1921-1922, la délégation britannique aurait désiré que le traité qui en fut la conclusion interdise l’arme sous-marine. Mais c’était une vaine requête, alors que les U-Boote allemands venaient de faire preuve de leur redoutable efficacité durant la Première Guerre mondiale. Ayant échoué à faire interdire les sous-marins, les Britanniques recommencèrent à en construire à partir de 1923. Le modèle choisi fut le L52 de 1917, de classe L. Le type O, qui en dérivait, était plus long et plus large. Comme lui, il avait six tubes lance-torpilles d’étrave de 21 pouces (533 millimètres) et deux tubes de chasse à l’arrière, avec une torpille de rechange pour chaque tube. Il ne donnait que 15.5 nœuds (28 km/h) en surface, deux nœuds de moins que son prédécesseur, mais ceci était compensé par un rayon d'action très supérieur. Le succès du prototype, le HMS Oberon, amena la construction à partir de 1926 de six sous-marins de la classe Odin destinés à l’Extrême-Orient. Malheureusement, pour des raisons d’économie, une erreur de conception fut commise : certains des réservoirs à mazout furent placés dans la partie supérieure des ballasts et, étant donné l’impossibilité de rendre une coque rivetée tout à fait étanche, il y avait à la surface de la mer une traînée indiscrète de gas-oil qui révélait la présence du sous-marin. Cela contribua à la perte de quatre d’entre eux en Méditerranée en 1940-1942.

## Engagements
De 1931 à 1939, le HMS Olympus fait partie de la 4e flottille de la station de Chine. De 1939 à 1940, il fait partie de la 8e flottille à Colombo, Ceylan. En 1940, il est redéployé en Méditerranée. Il est endommagé le 7 juillet 1940 lors d’un bombardement par des avions italiens alors qu’il est à quai à Malte. Les réparations et les travaux de radoub sont terminés le 29 novembre 1940. Le 9 novembre 1941, le HMS Olympus attaque le navire marchand italien Mauro Croce (1049 tonnes) avec des torpilles et des tirs de canon dans le golfe de Gênes. La cible s’est échappée sans dégâts.
Le 8 mai 1942, le HMS Olympus heurte une mine et coule au large de Malte, à la position approximative 35° 55’ Nord, 14° 35’ Est. Il vient de quitter Malte pour se rendre à Gibraltar avec du personnel, y compris de nombreux équipages des sous-marins Pandora, P36 et P39 qui ont été coulés lors de raids aériens. Il n’y a eu que 9 survivants sur 98 personnes à bord. Ils ont dû nager 7 miles (11 km) pour retourner à Malte. 89 membres d’équipage et passagers ont été perdus avec le navire.
Pendant la guerre, le HMS Olympus a été adopté par la ville de Peterborough dans le cadre de la Semaine du navire de guerre. La plaque de cette adoption est conservée par le Musée national de la Marine royale à Portsmouth.

## Découverte
Bien qu’une équipe de plongeurs du Royaume-Uni et de Malte ait revendiqué la découverte de l’épave en 2008, son identité n’a pas été confirmée jusqu’à ce qu’une équipe de l’Aurora Trust soit en mesure de localiser l’épave en 2011 et de capter des images avec un véhicule sous-marin téléguidé plus tard dans l’année. L’épave se trouve debout par 115 m de profondeur et est en grande partie intacte. Les autorités maltaises ont autorisé le Trust à annoncer la confirmation le 10 janvier 2012